# Johann Felix Schoch
Johann Felix Schoch (* 1768 in Bäretswil; † am 17. August 1817 in Rottenbuch) war ein Schweizer Landwirt und Unternehmer. Wie zuvor schon 1798 an der Helvetischen Revolution, beteiligte er sich 1804 am Bockenkrieg, einem Volksaufstand gegen die Stadt Zürich. Als einziger der zum Tod verurteilten Anführer entging er der Hinrichtung. Unter dem Decknamen Rudolf Rutishauser entkam er nach Bayern. Dort wurde er zuerst Verwalter, dann Pächter von Klostergütern, welche die Schweizer Revolutionärsfamilie Meyer aus Aarau erworben hatte. Vier seiner Urenkel kommandierten im Ersten Weltkrieg Verbände der bayerischen Armee.

## Leben

### Vom Bauernsohn zum Revolutionär
Der Bauernsohn aus Hinterburg (Gemeinde Bäretswil) hausierte als Eisenhändler und gründete mit Brüdern und Freunden eine Firma. Dabei erfuhr er, wie die Stadt Zürich ihren Untertanen vom Land die Handels- und Gewerbefreiheit vorenthielt. 1787 heiratete er Susanna Spörri (1770–1822) von Sternenberg. Anlässlich des Stäfnerhandels von 1795 schloss er sich den Patrioten an, die politische Rechte für die Landbevölkerung forderten. Nach der Helvetischen Revolution wählte man ihn zum Präsidenten des Distriktsgerichts Wald (heute Bezirksgericht Hinwil). 1802 unterstützte er die Regierungstruppen unter General Andermatt, als diese die konterrevolutionäre Stadt Zürich belagerten. 1803 wurde er Mitglied des Grossen Rats (heute Kantonsrat) und Präsident seiner Heimatgemeinde Bäretswil. Im Bockenkrieg von 1804 leitete er nach anfänglichem Zögern die Bewaffnung der Bevölkerung im Zürcher Oberland.

### Unter falschem Namen dem Schafott entronnen

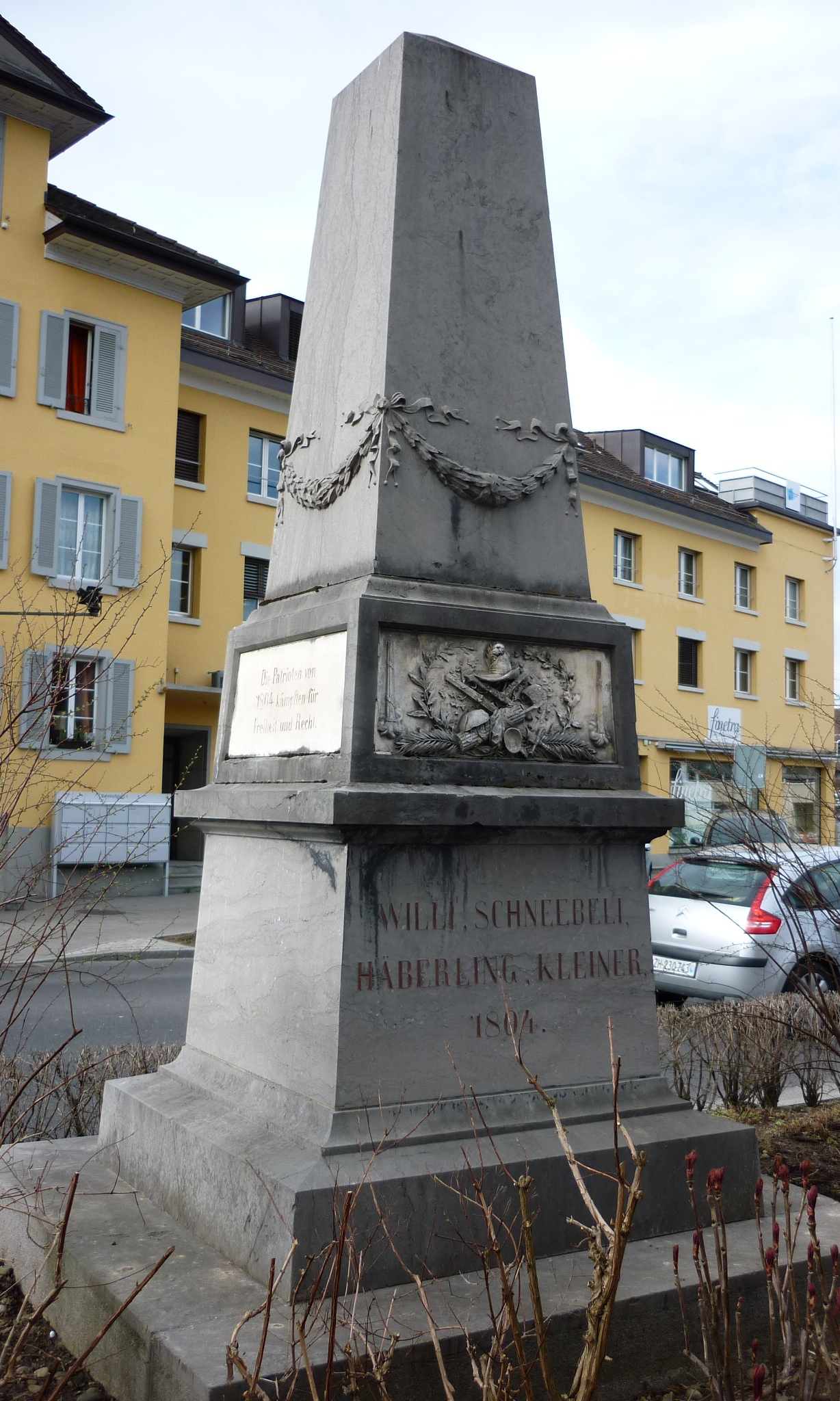
Affoltern am Albis: Denkmal für die hingerichteten Anführer des Bockenkriegs.

Truppen anderer Kantone schlugen den Aufstand nieder. Der flüchtige Schoch wurde am 18. Mai 1804 von einem Zürcher Gericht als „Aufruhrstifter und Staatsverbrecher“ zum Tod durch Enthaupten verurteilt. Obwohl auf seine Ergreifung eine Belohnung ausgesetzt war, konnte er sich ein halbes Jahr lang in einem unterirdischen Raum und im Heu verstecken. Ein Verwandter Pestalozzis vermittelte ihm die Stelle eines Verwalters auf dem Klostergut Polling in Bayern, das der ebenfalls emigrierten Revolutionärsfamilie Meyer aus Aarau gehörte. Diese versuchte, im sogenannten Pfaffenwinkel die Seidenbandweberei einzuführen und – mit mehr Erfolg – die Viehzucht und die Milchwirtschaft zu erneuern. Von Rudolf Rutishauser aus Löwenhaus im Kanton Thurgau erhielt Schoch einen auf dessen Namen lautenden Pass. In Bayern kannte man seine wahre Identität, doch blieb er wie andere verfolgte Exponenten der Helvetik unbehelligt. Bald konnte er von der Familie Meyer auf zehn Jahre die Klostergüter Rottenbuch und Steingaden pachten. 1805 liess er seine Familie nachkommen. Johann Jakob Leuthy schrieb: „Die Manier, nach welcher Schoch die Landwirthschaft betrieb, war in Baiern auffallend und das schöne Vieh, das er nach München brachte, wurde bewundert, auch die fetten Käse geschätzt.“ Sein wirtschaftlicher Erfolg ermöglichte es ihm laut Leuthy, einen Teil des Guts Rottenbuch zu erwerben.

### Entstehung des Militärfohlenhofs Steingaden
1816 verkaufte Johann Rudolf Meyer Sohn Rottenbuch und Steingaden dem bayerischen Staat. In Steingaden entstand ein Militärfohlenhof, dem eine Nebenschwaige in Rottenbuch angegliedert war. Erster Verwalter des Fohlenhofs wurde Schochs ältester Sohn Johann Erhard (1788–1839). Schoch zog sich auf seinen Besitz in Rottenbuch zurück, wo er starb. Nach dem Tod seiner Frau legten die Kinder 1822 den Decknamen Rutishauser wieder ab. Johann Erhard Schoch behielt das Bürgerrecht von Bäretswil. Der älteste Sohn aus seiner Ehe mit  Maria Magdalena Spranger (1792–1831) aus Zweibrücken, Karl Wilhelm (1821–1868), wurde Oberst im bayerischen Generalstab. Der jüngste Sohn Johann Konrad erhielt auf dem Oktoberfest von 1846 für die Bewirtschaftung von Höfen in Unkundenwald bei Schöffau (heute Gemeinde Uffing am Staffelsee) den 1. Preis.

### Vier Brüder als bayerische Generäle

Urenkel eines zum Tod verurteilten Revolutionärs: Generalleutnant Karl Ritter von Schoch.

Karl Wilhelm heiratete Marie Heymann aus Nürnberg. Nicht weniger als vier Söhne des Paares kommandierten im Ersten Weltkrieg Verbände der bayerischen Armee: Gustav Ritter von Schoch (1858–1924) als General der Infanterie, Albert Ritter von Schoch (1860–1943) ebenfalls als General der Infanterie, Emil Schoch (1862–1916) als Generalmajor und Karl Ritter von Schoch (1863–1940) als Generalleutnant. Karl und Albert hatten zuvor nacheinander die Bayerische Kriegsakademie geleitet. Gustav veröffentlichte historische Schriften. Karl wurde nach dem Ersten Weltkrieg Mitglied des Reichstags und bayerischer Landesvorsitzender von Gustav Stresemanns Deutscher Volkspartei, Albert im Zweiten Weltkrieg Grosskanzler des Militär-Max-Joseph-Ordens. Nach Albert heisst die ehemalige Schochkaserne in Landshut.